# یواس‌اس حواصیل (ای‌ام‌اس-۱۸)
یواس‌اس حواصیل (ای‌ام‌اس-۱۸) (به انگلیسی: USS Heron (AMS-18)) یک کشتی بود که طول آن ۱۳۶ فوت (۴۱ متر) بود. این کشتی در سال ۱۹۴۳ ساخته شد.